# Corridor de Netzarim
Ne doit pas être confondu avec Route 749.

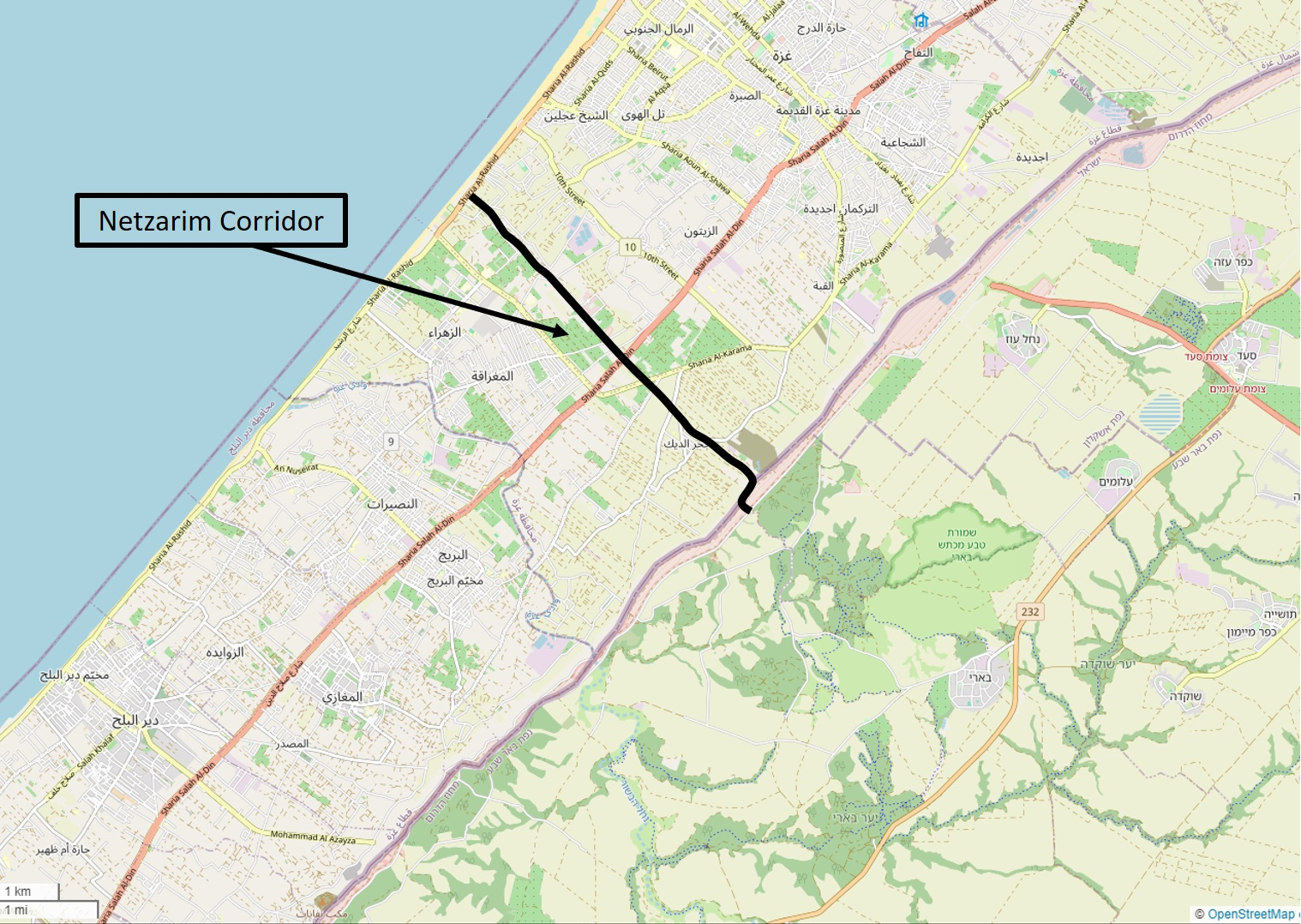
Le corridor de Netzarim, en noir, dans la bande de Gaza.

Le corridor de Netzarim est une zone tampon, autour de la route 749, établie par l'armée israélienne lors de la guerre débutée en 2023 afin de séparer en deux la bande de Gaza et y accéder à des fins militaires,. Il fait partie des trois corridors mis en place par l'armée israélienne et qui séparent la bande de Gaza en quatre parties, rendant particulièrement compliqués les déplacements des habitants au sein du territoire. Le 28 janvier 2025,  dans le cadre d'un accord de trêve avec le Hamas, Israël rouvre la zone tampon afin de permettre aux réfugiés de retourner chez eux dans le nord de l'enclave puis se retire complètement du corridor.

## Histoire

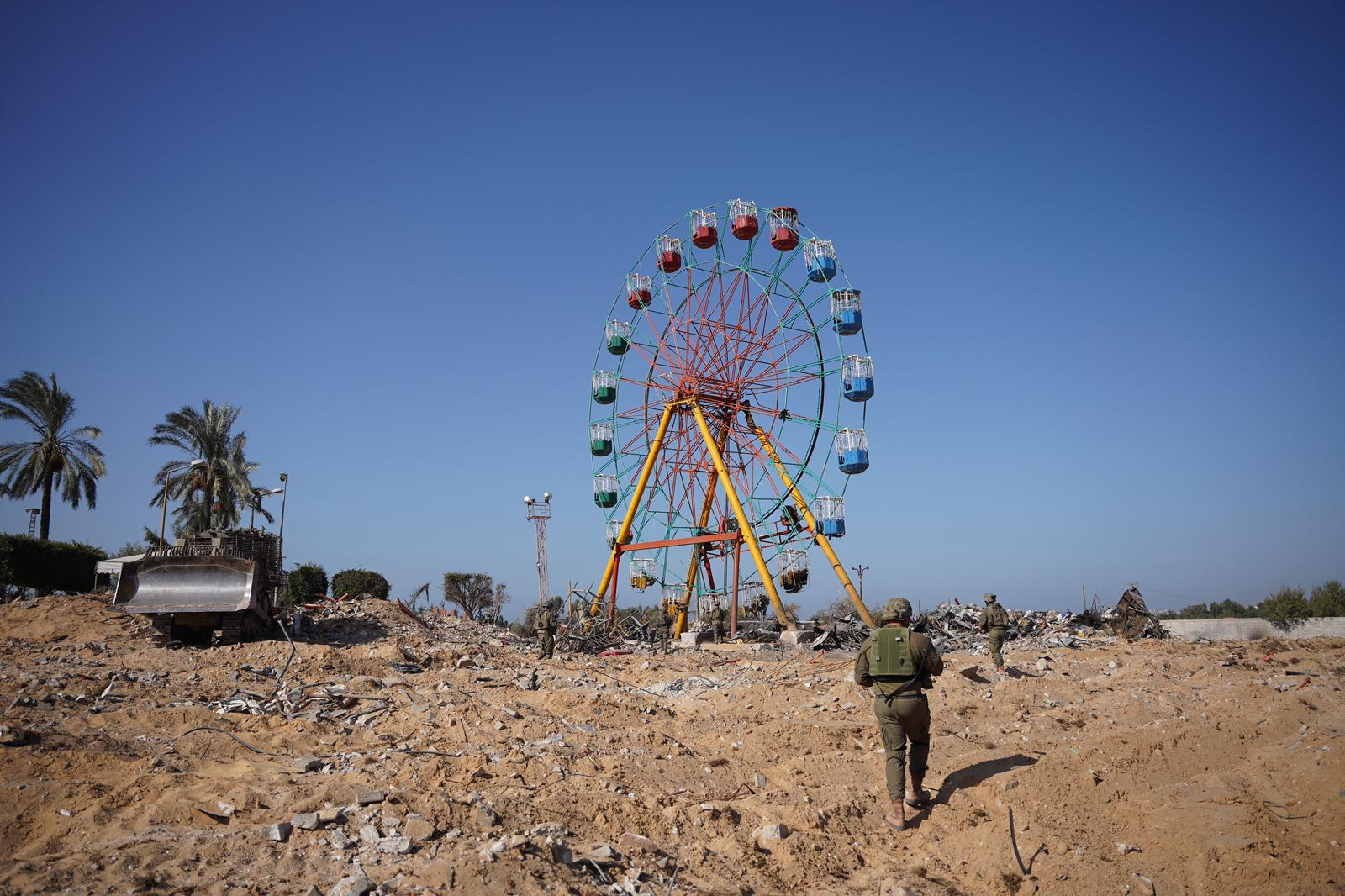
Armée israélienne dégageant le Corridor de Netzarim, le 7 novembre 2023.

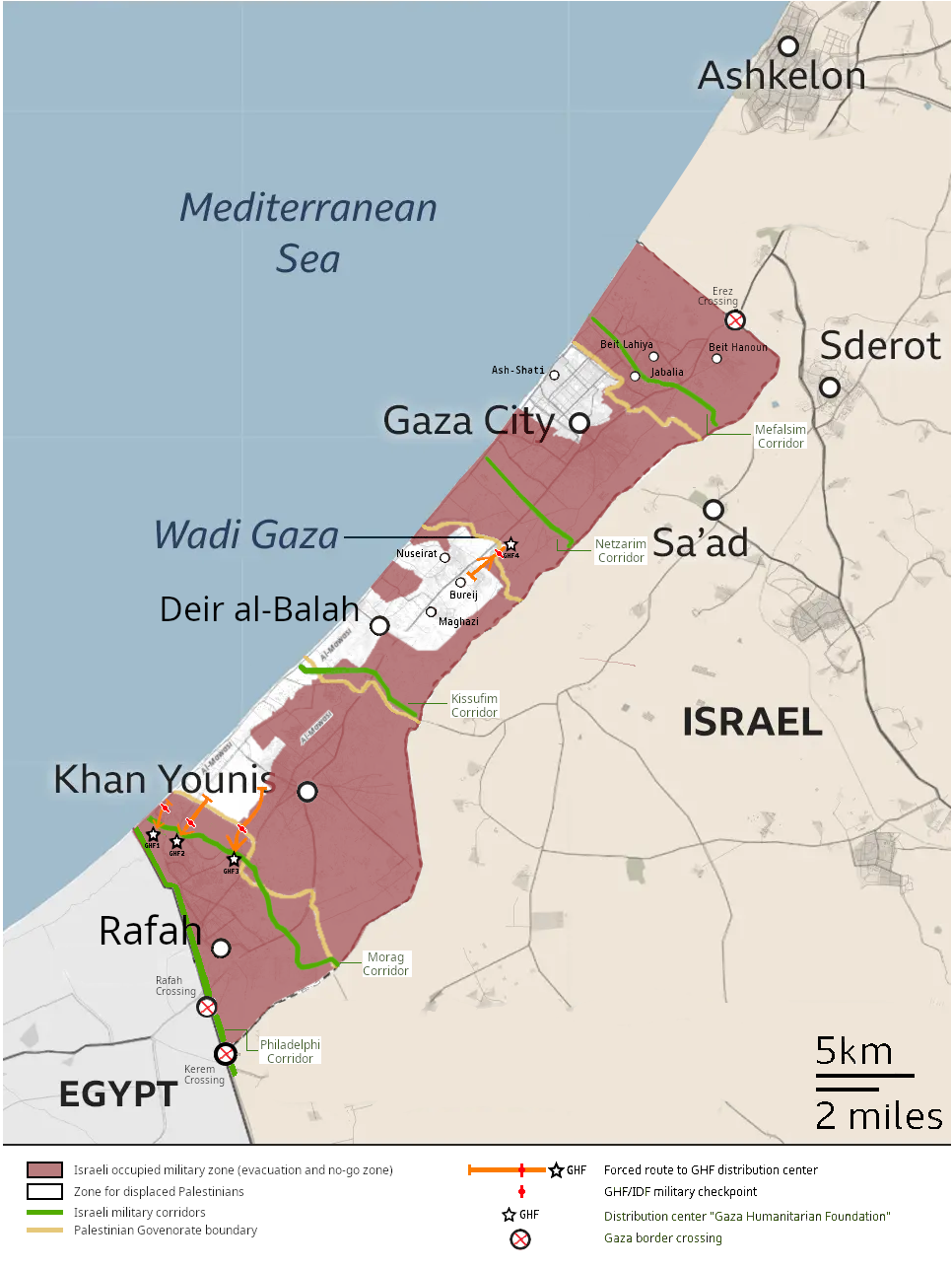
Carte avec tous les couloirs.

Le corridor est nommé d'après le site de l'ancienne colonie israélienne qu'il englobe. Les images satellite du 6 mars 2024 montrent que le corridor de 6,5 km de long a été achevé, allant de la frontière entre Gaza et Israël à la mer Méditerranée.
Toute la zone du corridor de Netzarim a été rasée et vidée de sa population. Près de 600 bâtiments sont ainsi détruits dans un périmètre allant jusqu'à 7 km au nord et au sud autour de la route 749. En parallèle, de 2 à 19 bases militaires sont implantées dans cette zone,.
Une enquête du quotidien Haaretz a documenté les exécutions extrajudiciaires commises notamment par des soldats israéliens de la 252e division dans le corridor de Netzarim. Les troupes israéliennes déployées sur place appellent la zone la « ligne des cadavres » et auraient mis en place un concours du plus grand nombre de victimes. Toute personne y pénétrant est exécutée. Les civils qui y sont tués sont ensuite qualifiés de « terroristes ». Fin janvier 2025, le corridor est évacué dans le cadre de l'accord de cessez-le-feu entre Israel et le Hamas. Avec la violation du cessez-le-feu par Israël le 18 mars, la zone est reprise.

## Objectif
L'armée israélienne considère ce corridor comme essentiel pour mener des raids dans le nord et le centre de Gaza, ainsi que pour contrôler les Palestiniens déplacés qui retourneraient dans le nord de l'enclave. Selon plusieurs rapports cités par le New York Times, l'armée israélienne profiterait de ces corridors pour fortifier leurs alentours, ce qui pourrait ouvrir la voie à une installation pérenne des forces militaires.